# Primrose (Alaska)
Pour les articles homonymes, voir Primrose.
Primrose est une ville d'Alaska aux États-Unis dans le Borough de la péninsule de Kenai. Sa population était en 2010 de 78 habitants.
Elle est située au confluent de la rivière Snow et de la rivière Kenai.
Les températures moyennes vont de −16 °C à −6 °C en janvier et de 8 °C à 18 °C en juillet.
Elle était à l'origine une halte de l'Alaska Railroad. Actuellement ses habitants travaillent essentiellement à Seward, dont elle est distante de 24 km.

## Démographie
| 1990 | 2000 | 2010 | - | - | - |
| ---- | ---- | ---- | - | - | - |
| 63   | 93   | 78   | - | - | - |

## Sources et références
- (en) CIS

- (en) Cet article est partiellement ou en totalité issu de l’article de Wikipédia en anglais intitulé « Primrose, Alaska » (voir la liste des auteurs).

1. ↑  (en) « Statistiques des États-Unis - Alaska - Profils des communautés de 2010 » (consulté en avril 2021)